# Кристобаль, Эверардо
Хосе́ Эвера́рдо Кристо́баль Кири́но (исп. José Everardo Cristóbal Quirino; 11 августа 1986, Пацкуаро) — мексиканский гребец-каноист, выступает за сборную Мексики с 2006 года. Чемпион мира, дважды чемпион Игр Центральной Америки и Карибского бассейна, двукратный чемпион Панамериканских игр, участник двух летних Олимпийских игр.

## Биография
Эверардо Кристобаль родился 11 августа 1986 года в городе Пацкуаро, штат Мичоакан. Активно заниматься греблей на каноэ начал в возрасте восемнадцати лет, а год спустя уже вошёл в основной состав мексиканской национальной сборной по этому виду спорта.
Первого серьёзного успеха на международном уровне добился в 2006 году, когда принял участие в Играх Центральной Америки и Карибского бассейна в колумбийской Картахене, где с одноместным каноэ одержал победу на тысяче метров и стал серебряным призёром на пятистах метрах. Позже выступил на чемпионате мира в венгерском Сегеде и на километровой дистанции вновь был лучшим, в том числе в финале обогнал титулованного немца Андреаса Диттмера, который удерживал чемпионское звание в течение четырёх последних турниров. За это выдающееся достижение Национальный спортивный комитет Мексики удостоил его высшей государственной спортивной награды.
В 2007 году на Панамериканских играх в Рио-де-Жанейро Кристобаль завоевал золотые медали сразу в двух одиночных дисциплинах: километровой и полукилометровой. Благодаря череде удачных выступлений удостоился права защищать честь страны на летних Олимпийских играх 2008 года в Пекине — участвовал в гонках одиночек на 1000 м и вместе с напарником Димасом Камило в двойках на 500 и 1000 метров. Во всех трёх случаях сумел дойти только до  
стадии полуфиналов. Также в этом сезоне стартовал на Панамериканском чемпионате по гребле на байдарках и каноэ в Монреале, где получил серебряную награду в зачёте двухместных экипажей на километровой дистанции.
На Играх Центральной Америки и Карибского бассейна 2010 года в пуэрто-риканском Маягуэсе на тысяче метров Кристобаль взял золото в одиночках и серебро в двойках. Будучи одним из лидеров мексиканской национальной сборной по гребле, прошёл квалификацию на Олимпийские игры 2012 года в Лондон, участвовал в заездах одиночек на 200 и 1000 метров, в  
обоих случаях вновь дошёл только до полуфиналов. На километровой дистанции стартовал также в утешительном финале «Б», где показал на финише второй результат. На домашних Играх Центральной Америки и Карибского бассейна 2014 года в Веракрусе стал серебряным призёром в дисциплине C-1 1000 м.